# Paul Ariste
Paul Ariste   (Torma Rural Municipality, 3 de febrer de 1905 - Tallinn, 2 de febrer de 1990) va ser un lingüista estonià reconegut pels seus estudis sobre les llengües ugrofinès (especialment l'estonià i el votic), l'Ídix i la llengua romaní bàltica.
Va néixer com a Paul Berg, a Rääbise, parròquia de Võtikvere (ara parròquia de Jõgeva), Kreis Dorpat, governació de Livònia, Imperi rus, però el 1927 va convertir el seu nom a Ariste. Es va graduar a la Universitat de Tartu i posteriorment va treballar amb ella. Ariste va escriure la seva tesi de màster (Eesti-rootsi laensõnad eesti keeles) en suec, és a –. Dialecte suec estonià – préstecs en estonià, la seva tesi doctoral (Hiiu murrete häälikud) va tractar el dialecte hiiumaa de la llengua estoniana. De 1945 a 1946, Ariste va ser empresonat per les autoritats soviètiques (per haver estat membre de Veljesto, una associació d'estudiants a l'Estònia independent)
Des de 1927 Paul Ariste va participar amb entusiasme en les activitats dels arxius folklòrics d'Estònia, on va establir col·leccions de folklore jueu, suec i romaní, i va contribuir molt a col·leccions de minories fino-bàltiques i antics creients de la regió de Peipsi.
Va ser el cap del Departament de Fino-Ugria de la Universitat de Tartu i una de les dues personalitats més instrumentals per reviure els estudis soviètics de Fino-Ugria. Ariste va fundar la revista Sovetskoye finnougrovedeniye (Советское финноугроведение; Estudis Finno-Ugrics Soviètics, més tard rebatejada Linguistica Uralica).
També va ser un notable esperantista i membre de l’Acadèmia d'Esperanto entre 1967 i 1976. També va figurar en un número de l'any 2000 de la revista esperantista La Ondo entre els 100 esperantistes més eminents.
Va morir a Tartu, als 84 anys.

## Alumnes destacats
- Lydia Vasikova, filòloga

## Estudis ídix
- Kalevipoja juudikeelne tõlge (1926). Eesti kirjandus 4. Lk. 224–229.

- Etlexe jidiše folkslider in dem lider-repertuar fun di estn (1932). JIVO bleter 3, Z.148-157.

- Juut eesti rahvausus (1932). Eesti Kirjandus 1, Lk. 1-17; 3, Lc. 132–150; 5, Lc. 219–228.

- Quilla de Juudi (1933). Kevadik 6, Lc. 74–76.

- Cu der hašpoe fun jidish ojf nit-idiše špraxn (1937). JIVO bleter 11, Z. 83–85.

- Ch. Lemchenas. Lietuvių kalbos įtaka Lietuvos žydų tarmei (1970). Baltistika. 6 (2), Psl. 250–252. [Revisió.]